# Croton heterocarpus
Espèce
Croton heterocarpus est une espèce de plantes à fleurs du genre Croton et de la famille des Euphorbiaceae, présente dans la péninsule Malaise, au nord de Sumatra, à Bornéo, et aux Philippines (Palawan).
Il a pour synonymes :
- Croton ardisioides, Hook.f., 1887
- Oxydectes ardisioides, (Hook.f.) Kuntze
- Oxydectes heterocarpa, (Müll.Arg.) Kuntze